# American Outlaws
American Outlaws és una pel·lícula estatunidenca de Les Mayfield, amb Colin Farrell, Scott Caan i Kathy Bates, estrenada el 2001.

## Argument
La història comença al final de la Guerra de secessió on Jesse i els seus cosins lluiten contra els nordistes. S'assabenten que la guerra és acabada i tornen a casa seva per descobrir que un home de negocis poc escrupolós vol expropiar els grangers per tal de construir el ferrocarril que travessarà els Estats Units. Després de la mort de la seva mare, morta pels agents del ferrocarril, Jesse i els seus cosins decideixen venjar-se atacant els bancs on són guardats els diners de l'amo. Després d'haver caigut en una emboscada, Jesse escull parar i torna a casa seva per casar-se amb Zeerelda, la filla del metge del seu poble. Denunciat, és detingut i és a Washington per ser penjat però els seus cosins aconsegueixen alliberar-lo.

## Repartiment
- Colin Farrell: Jesse James
- Scott Caan: Cole Younger
- Ali Larter: Zee Mimms
- Gabriel Macht: Frank James
- Gregory Smith: Jim Younger
- Harris Yulin: Thaddeus Rains
- Will McCormack: Bob Younger
- Kathy Bates: Ma James
- Timothy Dalton: Allan Pinkerton
- Ronny Cox: Doctor Mimms
- Terry O'Quinn: Rollin Parker
- Nathaniel Arcand: Comanche Tom
- Muse Watson: Detectiu
- Ed Geldart: el vell Tucker